# 西・ローゼン協定
西・ローゼン協定（にし・ローゼンきょうてい、英: Nishi-Rosen Agreement、露: Протокол Ниси — Розена）とは、1898年(明治31年)4月25日に日本とロシア帝国の間で結ばれた、朝鮮半島の支配権をめぐる協定である。
ロシアは満洲を、日本は韓国を各々の勢力圏とする満韓交換論を基礎とした。

## 概要
日清戦争における日本の勝利と、韓国国内政治への影響力の増大により、朝鮮半島への主導権に関する日露の緊張は増大し続けていた。
特に、ロシアは公使がカール・イバノビッチ・ヴェーバーからアレクセイ・ニコラビッチ・シュペイエル（スペイヤー）に交代し、朝鮮の財政権を握ろうと、朝鮮に英国人ジョン・マクレヴィ・ブラウンを解職し露国人キリル・アレキセーフ（Kiril A. Alexeev）に代えることを強要したため、英国側は東洋艦隊を仁川に出動させて抗議する事件が起きた（度支顧問事件） 。
このため、日英のみならず韓国においても排露派の勢力が増していた。

## 協定
協定は東京において、日本の外務大臣西徳二郎男爵と駐日ロシア公使ロマン・ロマノヴィッチ・ローゼン男爵の間で交わされた。
協定文では、
1. 両国は韓国の独立を認め、韓国国内政治への直接的な干渉を差し控えること
2. 韓国政府の依頼で軍事または財政顧問を送る前に、互いに事前承認を求めること
3. ロシアは韓国における日本の商工業の発展を認め、商用ならびに経済発展への日本の投資を妨害しないこと

が合意された。
これにより、韓国が日本の勢力範囲になることを暗に認めて日本側の不満をやわらげ、代わりに、日本は満洲におけるロシアの勢力範囲を暗に認めたのであった。

## 日露対立の激化
この協定ののちも、朝鮮半島をめぐる日露両国の対立は続き、1899年から翌1900年にかけて双方が馬山浦およびその周辺の土地の買収を争って進める馬山浦事件が起こっている。